# Великий рік (фільм)
«Великий рік» (англ. The Big Year) — американська комедія. Світова прем'єра — 14 жовтня 2011 року,.

## Сюжет
Сюжет оснований на книзі «Великий рік» Марка Обмачіка. Троє чоловіків змагаються в пошуках рідкісної пташки. Суперництво — алегорія їх проблем.

## В ролях
- Стів Мартін — Стью Прейсслер
- Джек Блек —  Бред Гарріс
- Оуен Вілсон — Кенні Бостік
- Рашида Джонс — Еллі
- Анжеліка Г'юстон — Енні Оклет
- Джим Парсонс — Крейн
- Розамунд Пайк — Джессіка
- ДжоБет Вільямс — Едіт
- Брайан Деннехі — Раймонд Гарріс
- Дайан Віст — Бренда Гарріс
- Ентоні Андерсон — Білл Клеменс
- Тім Блейк Нельсон — Філ
- Джоель Макгейл — Баррі Луміс
- Калум Ворті — Колін Дебс
- Віна Суд — сестра Кеті
- Корбін Бернсен — Гіл Гордон
- Стейсі Скоулі — Вікі
- Джесс Мосс — Джек Лусас
- Кевін Поллак — Джим Гіттельсон
- Баррі Шабака Генлі — доктор Ніл Кремер
- Ал Рокер — ведучий прогнозу погоди